# Kenneth Emil Petersen
 Der er flere personer med dette navn, se Kenneth Petersen (flertydig).
Kenneth Emil Petersen (født 15. januar 1985) er en tidligere dansk fodboldspiller, der sluttede sin karriere i superligaen-klubben OB. Han spillede hovedsageligt som midterforsvarer, men blev også brugt som højre back og på den centrale midtbane.
Kenneth Emil Petersen kom til AaB fra den nedrykkede superligaklub AC Horsens, hvor han i starten kun var gardering for førstevalgene Mads Rieper og Rasmus Marvits. Da Marvits i sommeren 2007 forlod Horsens til fordel for Lyngby BK fik Petersen chancen i startopstillingen, og i stort set hele 2007-08-sæsonen af Superligaen var han fast mand for holdet, der sluttede som nr. 5 i tabellen. Før Horsens spillede han for Herfølge BK indtil 2006.

## Karriere

### Herfølge Boldklub
Kenneth Emil Petersen startede sin seniorkarriere i Herfølge Boldklub. Han fik sin debut for førsteholdet den 28. marts 2004 i en 1-0-sejr hjemme over AGF. I sin tid i Herfølge Boldklub formåede Kenneth Emil Petersen ikke at score et mål for førsteholdet.

### AC Horsens
Kenneth Emil Petersen fik sin debut for AC Horsens den 17. september 2006, da han blev skiftet ind efter 88 minutter i stedet for Gilberto Macena i en 2-1-sejr over FC Midtjylland. Han scorede sit første mål for klubben i en 1-2-sejr ude over Viborg FF, da han scorede til 1-1 efter 48 minutter.

### AaB
Den 30. juni 2009 blev det offentliggjort, at Kenneth Emil Petersen havde skrevet under på fireårig kontrakt med AaB. Han fik sin debut for AaB den 18. oktober 2009, da han blev skiftet ind i det 35. minut i stedet for Kasper Bøgelund mod Randers FC. Han scorede sit første mål for AaB i overtiden mod FC Midtjylland den 2. maj 2010 i en 3-2-sejr og blev samtidig matchvinder.
Den 18. december 2012 blev det offentliggjort, at Kenneth Emil Petersen havde skrevet under på en treårig forlængelse med AaB gældende frem til 30. juni 2016.

### Odense Boldklub
Kenneth Emil Petersen skrev den 13. januar 2016 under på en treårig kontrakt med Odense Boldklub, gældende fra sommeren 2016. Her blev han genforenet med cheftræner Kent Nielsen, som han tidligere havde arbejdet med i AC Horsens og AaB. Han blev den 14. juli anfører i klubben, da den tidligere anfører Hallgrimur Jonasson havde skiftet til Lyngby Boldklub, selvom han endnu ikke havde spillet en officiel kamp for Odense Boldklub. Dagen efter, at han blev anfører, fik han sin debut, både som anfører og i en officiel kamp, da han spillede alle 90 minutter i 0-0-kampen hjemme mod Silkeborg IF i 1. spillerunde.

## Personligt liv
Kenneth Emil Petersen kommer fra en familie med mange fodboldspillere. Han er søn af den tidligere B1903- og Lyngby Boldklub-fodboldmålmand, Palle Petersen, også kendt som Palle Plankeværk. Hans storebror, Christian Emil Petersen, samt hans to fætre, Ken Ilsø og Tim Ilsø, er alle også tidligere/nuværende fodboldspillere.

## Titler
- AaB
  - Superligaen: 2013/14
  - DBU Pokalen: 2014